# Coupe du monde de gymnastique rythmique 2013
Navigation
Édition précédente Édition suivante
La coupe du monde de gymnastique rythmique 2013 se déroule du 8 février 2013 au 18 août 2013. Celle-ci est composée de 8 manches.

## Classement concours général
| Rang | Nom                | Points |
| ---- | ------------------ | ------ |
| 1    | Margarita Mamun    | 120    |
| 2    | Ganna Rizatdinova  | 110    |
| 2    | Melitina Staniouta | 110    |
| 4    | Yana Kudryavtseva  | 100    |
| 5    | Son Yeon-jae       | 75     |

| Rang | Nom         | Points |
| ---- | ----------- | ------ |
| 1    | Russie      | 125    |
| 2    | Bulgarie    | 115    |
| 3    | Biélorussie | 100    |
| 4    | Espagne     | 70     |
| 5    | Ukraine     | 69     |
| 5    | Suisse      | 69     |

## Classement par appareils
| Rang | Nom                | Points |
| ---- | ------------------ | ------ |
| 1    | Ganna Rizatdinova  | 112.5  |
| 2    | Margarita Mamun    | 110    |
| 3    | Son Yeon-jae       | 102.5  |
| 4    | Melitina Staniouta | 85     |
| 5    | Neta Rivkin        | 79     |

| Rang | Nom                | Points |
| ---- | ------------------ | ------ |
| 1    | Margarita Mamun    | 135    |
| 2    | Melitina Staniouta | 115    |
| 3    | Yana Kudryavtseva  | 95     |
| 3    | Ganna Rizatdinova  | 95     |
| 5    | Neta Rivkin        | 85.5   |

| Rang | Nom                | Points |
| ---- | ------------------ | ------ |
| 1    | Ganna Rizatdinova  | 125    |
| 2    | Margarita Mamun    | 120    |
| 3    | Melitina Staniouta | 117.5  |
| 4    | Yana Kudryavtseva  | 100    |
| 5    | Marina Durunda     | 74.5   |

| Rang | Nom                | Points |
| ---- | ------------------ | ------ |
| 1    | Margarita Mamun    | 132.5  |
| 2    | Melitina Staniouta | 117.5  |
| 3    | Ganna Rizatdinova  | 112.5  |
| 4    | Son Yeon-jae       | 87.5   |
| 5    | Yana Kudryavtseva  | 85     |

## Classement par groupes
| Rang | Nom         | Points |
| ---- | ----------- | ------ |
| 1    | Russie      | 110    |
| 2    | Bulgarie    | 98     |
| 3    | Biélorussie | 95     |
| 4    | Italie      | 80     |
| 5    | Ukraine     | 75     |

| Rang | Nom         | Points |
| ---- | ----------- | ------ |
| 1    | Russie      | 135    |
| 2    | Bulgarie    | 93     |
| 3    | Biélorussie | 90     |
| 4    | France      | 80     |
| 5    | Suisse      | 69     |

## Calendrier
| Date                              | Lieu              | Épreuve                                | Vainqueur                             | Second                            | Troisième                      |
| --------------------------------- | ----------------- | -------------------------------------- | ------------------------------------- | --------------------------------- | ------------------------------ |
| 8 février 2013 au 10 février 2013 | Tartu             | Cerceau                                | Ganna Rizatdinova                     | Melitina Staniouta                | Lala Yusifova                  |
| 8 février 2013 au 10 février 2013 | Tartu             | Ballon                                 | Melitina Staniouta                    | Ganna Rizatdinova                 | Marina Durunda                 |
| 8 février 2013 au 10 février 2013 | Tartu             | Massues                                | Melitina Staniouta                    | Ganna Rizatdinova                 | Marina Durunda                 |
| 8 février 2013 au 10 février 2013 | Tartu             | Ruban                                  | Melitina Staniouta                    | Ganna Rizatdinova                 | Marina Durunda                 |
| 8 février 2013 au 10 février 2013 | Tartu             | Concours général individuel            | Ganna Rizatdinova                     | Melitina Staniouta                | Marina Durunda                 |
| 3 avril 2013 au 7 avril 2013      | Lisbonne          | Cerceau                                | Margarita Mamun                       | Alexandra Merkulova               | Ganna Rizatdinova              |
| 3 avril 2013 au 7 avril 2013      | Lisbonne          | Ballon                                 | Margarita Mamun                       | Ganna Rizatdinova                 | Son Yeon-jae                   |
| 3 avril 2013 au 7 avril 2013      | Lisbonne          | Massues                                | Margarita Mamun                       | Ganna Rizatdinova                 | Melitina Staniouta             |
| 3 avril 2013 au 7 avril 2013      | Lisbonne          | Ruban                                  | Margarita Mamun                       | Melitina Staniouta                | Deng Senyue                    |
| 3 avril 2013 au 7 avril 2013      | Lisbonne          | Concours général individuel            | Margarita Mamun                       | Alexandra Merkulova               | Ganna Rizatdinova              |
| 3 avril 2013 au 7 avril 2013      | Lisbonne          | 5 massues                              | Russie                                | Chine                             | Suisse                         |
| 3 avril 2013 au 7 avril 2013      | Lisbonne          | 3 ballons + 2 rubans                   | Russie Espagne                        |                                   | Chine                          |
| 3 avril 2013 au 7 avril 2013      | Lisbonne          | Concours général en groupes            | Espagne                               | Bulgarie                          | Russie                         |
| 19 avril 2013 au 21 avril 2013    | Bucarest          | Cerceau                                | Maria Titova                          | Alexandra Piscupescu              | Lala Yusifova                  |
| 19 avril 2013 au 21 avril 2013    | Bucarest          | Ballon                                 | Melitina Staniouta                    | Alexandra Piscupescu              | Daria Svatkovskaya             |
| 19 avril 2013 au 21 avril 2013    | Bucarest          | Massues                                | Melitina Staniouta Daria Svatkovskaya |                                   | Alina Maksymenko               |
| 19 avril 2013 au 21 avril 2013    | Bucarest          | Ruban                                  | Melitina Staniouta Daria Svatkovskaya |                                   | Alexandra Piscupescu           |
| 19 avril 2013 au 21 avril 2013    | Bucarest          | Concours général individuel            | Melitina Staniouta                    | Alina Maksymenko                  | Daria Svatkovskaya             |
| 26 avril 2013 au 28 avril 2013    | Pesaro            | Cerceau                                | Daria Svatkovskaya                    | Melitina Staniouta                | Ganna Rizatdinova              |
| 26 avril 2013 au 28 avril 2013    | Pesaro            | Ballon                                 | Melitina Staniouta                    | Maria Titova                      | Neta Rivkin                    |
| 26 avril 2013 au 28 avril 2013    | Pesaro            | Massues                                | Melitina Staniouta                    | Daria Svatkovskaya                | Ganna Rizatdinova              |
| 26 avril 2013 au 28 avril 2013    | Pesaro            | Ruban                                  | Melitina Staniouta                    | Son Yeon-jae                      | Ganna Rizatdinova              |
| 26 avril 2013 au 28 avril 2013    | Pesaro            | Concours général individuel            | Melitina Staniouta                    | Maria Titova                      | Daria Svatkovskaya             |
| 26 avril 2013 au 28 avril 2013    | Pesaro            | 5 massues                              | Italie                                | Ukraine                           | Bulgarie                       |
| 26 avril 2013 au 28 avril 2013    | Pesaro            | 3 ballons + 2 rubans                   | Italie                                | Bulgarie                          | Biélorussie                    |
| 26 avril 2013 au 28 avril 2013    | Pesaro            | Concours général en groupes            | Italie                                | Bulgarie                          | Ukraine                        |
| 4 mai 2013 au 5 mai 2013          | Sofia             | Cerceau                                | Yana Kudryavtseva                     | Silviya Miteva                    | Ganna Rizatdinova Son Yeon-jae |
| 4 mai 2013 au 5 mai 2013          | Sofia             | Ballon                                 | Margarita Mamun                       | Neta Rivkin Silviya Miteva        |                                |
| 4 mai 2013 au 5 mai 2013          | Sofia             | Massues                                | Yana Kudryavtseva                     | Ganna Rizatdinova                 | Silviya Miteva                 |
| 4 mai 2013 au 5 mai 2013          | Sofia             | Ruban                                  | Silviya Miteva                        | Ganna Rizatdinova Margarita Mamun |                                |
| 4 mai 2013 au 5 mai 2013          | Sofia             | Concours général individuel            | Yana Kudryavtseva                     | Silviya Miteva                    | Margarita Mamun                |
| 4 mai 2013 au 5 mai 2013          | Sofia             | 5 massues                              | Bulgarie                              | Espagne                           | Biélorussie                    |
| 4 mai 2013 au 5 mai 2013          | Sofia             | 3 ballons + 2 rubans                   | Russie                                | Bulgarie                          | Biélorussie                    |
| 4 mai 2013 au 5 mai 2013          | Sofia             | Concours général en groupes            | Bulgarie                              | Russie                            | Biélorussie                    |
| 10 mai 2013 au 12 mai 2013        | Corbeil-Essonnes  | Cerceau                                | Margarita Mamun                       | Ganna Rizatdinova                 | Alexandra Merkulova            |
| 10 mai 2013 au 12 mai 2013        | Corbeil-Essonnes  | Ballon                                 | Margarita Mamun                       | Melitina Staniouta                | Ganna Rizatdinova              |
| 10 mai 2013 au 12 mai 2013        | Corbeil-Essonnes  | Massues                                | Ganna Rizatdinova                     | Margarita Mamun                   | Melitina Staniouta             |
| 10 mai 2013 au 12 mai 2013        | Corbeil-Essonnes  | Ruban                                  | Margarita Mamun                       | Ganna Rizatdinova                 | Alexandra Merkulova            |
| 10 mai 2013 au 12 mai 2013        | Corbeil-Essonnes  | Concours général individuel            | Ganna Rizatdinova                     | Melitina Staniouta                | Margarita Mamun                |
| 17 mai 2013 au 19 mai 2013        | Minsk             | Cerceau                                | Daria Svatkovskaya                    | Son Yeon-jae                      | Neta Rivkin                    |
| 17 mai 2013 au 19 mai 2013        | Minsk             | Ballon                                 | Yana Kudryavtseva                     | Daria Svatkovskaya                | Silviya Miteva                 |
| 17 mai 2013 au 19 mai 2013        | Minsk             | Massues                                | Melitina Staniouta                    | Yana Kudryavtseva                 | Son Yeon-jae                   |
| 17 mai 2013 au 19 mai 2013        | Minsk             | Ruban                                  | Melitina Staniouta                    | Yana Kudryavtseva                 | Daria Svatkovskaya             |
| 17 mai 2013 au 19 mai 2013        | Minsk             | Concours général individuel            | Yana Kudryavtseva                     | Daria Svatkovskaya                | Melitina Staniouta             |
| 17 mai 2013 au 19 mai 2013        | Minsk             | 5 massues                              | Italie                                | Azerbaïdjan                       | Russie                         |
| 17 mai 2013 au 19 mai 2013        | Minsk             | 3 ballons + 2 rubans                   | Biélorussie                           | Russie                            | Brésil                         |
| 17 mai 2013 au 19 mai 2013        | Minsk             | Concours général en groupes individuel | Russie                                | Biélorussie                       | Italie                         |
| 17 août 2013 au 18 août 2013      | Saint-Pétersbourg | Cerceau                                | Margarita Mamun                       | Son Yeon-jae                      | Melitina Staniouta             |
| 17 août 2013 au 18 août 2013      | Saint-Pétersbourg | Ballon                                 | Yana Kudryavtseva                     | Margarita Mamun                   | Silviya Miteva                 |
| 17 août 2013 au 18 août 2013      | Saint-Pétersbourg | Massues                                | Margarita Mamun                       | Yana Kudryavtseva                 | Melitina Staniouta             |
| 17 août 2013 au 18 août 2013      | Saint-Pétersbourg | Ruban                                  | Margarita Mamun                       | Yana Kudryavtseva                 | Son Yeon-jae                   |
| 17 août 2013 au 18 août 2013      | Saint-Pétersbourg | Concours général individuel            | Margarita Mamun                       | Melitina Staniouta                | Yana Kudryavtseva              |
| 17 août 2013 au 18 août 2013      | Saint-Pétersbourg | 5 massues                              | Russie                                | Biélorussie                       | Italie                         |
| 17 août 2013 au 18 août 2013      | Saint-Pétersbourg | 3 ballons + 2 rubans                   | Russie                                | Biélorussie                       | France                         |
| 17 août 2013 au 18 août 2013      | Saint-Pétersbourg | Concours général en groupes            | Russie                                | Biélorussie                       | Espagne                        |